# Zutto.../Last minute/Walk
「Zutto.../Last minute/Walk」（ズット/ラスト ミニット/ウォーク）は、浜崎あゆみの53rdシングル。2014年12月24日にavex traxより発売。

## 解説
前作「Terminal」より約2ヵ月半ぶりのリリース。通常版、ファンクラブ限定盤、ミュージックカード3種の5形態による発売。
ファンクラブ限定盤では、直筆のメッセージ入りクリスマスカードと収録曲である「Zutto...」のミュージックビデオのメイキングムービーがストリーミングで閲覧できるのに加え、冬のバラード曲をメドレーにした「WINTER BALLAD MEDLEY」が収録されている。収録曲「Last minute」のミュージックビデオは、2015年4月8日リリースの16thアルバム『A ONE』に収録された。
初登場5位、累計売上3.5万枚。
2024年現在、本作以降はCDシングルのリリースは行っていない。

## 収録曲
all words : ayumi hamasaki

### CD
1. Zutto... "Original mix" [4:47]
composition : Kunio Tago / arrangement : Yuta Nakano
2. Last minute "Original mix" [4:21]
composition : Tetsuya Yukumi / arrangement : tasuku
日本テレビ系「バズリズム」4月オープニングテーマ (シングル発売後に発表)
3. Walk "Original mix" [4:59]
composition : Tetsuya Komuro / arrangement : Yuta Nakano
4. WINTER BALLAD MEDLEY (Days 〜 CAROLS 〜 No way to say 〜 JEWEL 〜 You were... 〜  momentum 〜 POWDER SNOW) [7:15]
ファンクラブ限定盤のみの収録
5. Zutto... "Original mix -Instrumental-" [4:47]
6. Last minute "Original mix -Instrumental-" [4:21]
7. Walk "Original mix -Instrumental-" [4:59]
MUSIC CARDには各曲のInstrumental及び「WINTER BALLAD MEDLEY」が収録されていない。

## 収録アルバム
- Zutto...
  - 『A ONE』
  - 『A BALLADS 2』
- Last minute
  - 『A ONE』
- Walk
  - 『A ONE』

## 収録ライブ映像
- Zutto...
  - 『ayumi hamasaki COUNTDOWN LIVE 2014-2015 A Cirque de Minuit 〜真夜中のサーカス〜』
    - 『A BALLADS 2』
- Last minute
  - 『ayumi hamasaki COUNTDOWN LIVE 2014-2015 A Cirque de Minuit 〜真夜中のサーカス〜』
  - 『ayumi hamasaki ARENA TOUR 2015 A Cirque de Minuit 〜真夜中のサーカス〜 The FINAL』
  - 『ayumi hamasaki TA LIMITED LIVE TOUR at Zepp Tokyo』(M(A)DE IN JAPAN)
  - 『ayumi hamasaki Just the beginning -20- TOUR 2017 2018.2.20 Okinawa Convention Center』(TROUBLE)
  - 『ayumi hamasaki COUNTDOWN LIVE 2021-2022 A 〜23rd Monster〜』(ayumi hamasaki ASIA TOUR 〜24th Anniversary special@PIA ARENA MM〜)
- Walk
  - 『ayumi hamasaki COUNTDOWN LIVE 2014-2015 A Cirque de Minuit 〜真夜中のサーカス〜』